# Livia Matthes
Livia Matthes (* 3. März 1990 in Berlin) ist eine deutsche Schauspielerin.

## Leben und Werdegang
Livia Matthes wurde in Berlin geboren, ging in Japan in den Kindergarten, machte in den USA ihren High-School-Abschluss und lebte in Rio de Janeiro, São Paulo, Paris, Barcelona und London. Ihre erste Filmrolle hatte sie im spanischen Kinofilm Buscando a Eimish.
Es folgten Episodenhauptrollen in ARD- und ZDF-Produktionen wie SOKO Stuttgart, SOKO Leipzig oder dem Kriminalfilm Begierde – Jäger in der Nacht und der Krimireihe Der Kriminalist.
Internationale Aufmerksamkeit erlangte Matthes 2015 mit ihrer Ensemblehauptrolle in der kanadischen Spionage-Thrillerserie X Company die auf CBC Television und in zahlreichen Ländern ausgestrahlt und mehrfach prämiert wurde. In dieser verkörperte sie drei Jahre lang die Rolle der Sabine Faber, für die sie lobende Kritiken erhielt.
Im selben Jahr spielte sie in dem niederländische Roadmovie J. Kessels, welches das Niederländische Filmfestival eröffnete, eine tragende Rolle.
Gastauftritte in den US-amerikanischen Fernsehserien Sense8 und Homeland folgten.
In der Krimikomödie Schweinskopf al dente, die als bester Film National für den Filmpreis Jupiter 2017 nominiert wurde, übernahm sie die Rolle der Heidi.
In dem Kinofilm Strassenkaiser, der 2017 im Wettbewerb des Filmfestivals um den Max Ophüls Preis lief und dort seine Premiere feierte, war sie als Amelie in einer der Hauptrollen besetzt und spielte im selben Jahr die Rolle der Crystal im Berliner Tatort - Zeit der Frösche.
2019 verkörperte sie die Rolle der jungen Waffenhändlerin Nikki in der Netflix-Serie Wir sind die Welle, die eine Nominierung für den Grimme-Preis 2020 in der Kategorie Kinder und Jugend erhielt.
In dem Netflix-Original-Thriller Prey spielt sie 2021 die Rolle der Lisa. In dem ersten deutschen Prime Video Film One Night Off, der für den Bayerischen Filmpreis Blauer Panther 2022 nominiert war, spielte sie die Rolle der Mimi.
Livia Matthes lebt in Berlin und spricht fließend Englisch, Französisch, und Brasilianisches Portugiesisch.

## Filmografie (Auswahl)
- 2014: X Company (Fernsehserie)
- 2014: Gut zu Vögeln
- 2015: J. Kessels
- 2015: SOKO Leipzig (Fernsehserie)
- 2015: Schall und Rauch (Webserie)
- 2016: X Company (2. Staffel)
- 2016, 2020, 2022: SOKO Stuttgart (Fernsehserie)
- 2016: Begierde – Jäger in der Nacht (Fernsehfilm)
- 2016: Schweinskopf al dente
- 2016: Homeland
- 2016: Alarm für Cobra 11 – Die Autobahnpolizei – Drift (Fernsehserie)
- 2016: SOKO Wismar (Fernsehserie)
- 2016: Sense8 (Fernsehserie)
- 2017: X Company (3. Staffel)
- 2017: Der Kriminalist (Fernsehserie)
- 2017: Am Ruder (Fernsehfilm)
- 2017: In Scherben (Abschlussfilm HFF München)
- 2017: Strassenkaiser
- 2017: Jugend ohne Gott
- 2018: Blockbustaz – Willkommen in der Hood (Fernsehserie)
- 2018: Mute
- 2018: Tatort: Zeit der Frösche (Fernsehreihe)
- 2018: Unsere Jungs
- 2018: Die Protokollantin (Miniserie)
- 2018: Bad Banks (Fernsehserie)
- 2019: Der Bulle und das Biest (Fernsehserie)
- 2019: In Wahrheit: Still ruht der See (Fernsehreihe)
- 2019: Wir sind die Welle
- 2019: 3 Engel für Charlie (Charlie’s Angels)
- 2020: SOKO Köln – Schmidts Reloaded (Fernsehserie)
- 2020: SOKO Kitzbühel – Gefangen (Fernsehserie)
- 2020: Letzte Spur Berlin – Urvertrauen (Fernsehserie)
- 2020–2021: Verbotene Liebe – Next Generation (Fernsehserie)
- 2021: Prey
- 2021: One Night Off (Prime One)
- 2023: Ein Fall für zwei –  Am Ende des Regenbogens (Fernsehserie)
- 2023: Eldorado – Alles was die Nazis hassen
- 2023: In aller Freundschaft – Eine schwere Geburt (Fernsehserie)
- 2023: SOKO Potsdam – Taxi nach Nirgendwo (Fernsehserie)
- 2025: Der Bergdoktor – Kindeswohl (Fernsehserie)
- 2025: Ungeduld des Herzens